# ФК Тре Пене
ФК Тре Пене (итал. Società Polisportiva Tre Penne), је фудбалски клуб из Сан Марина који се такмичи у Првенству Сан Марина. Играју на стадиону Фонте дел Ово, који има капацитет од 500 места.

## Историја
Клуб је основан 1956. Боје клуба су плава и бела.
Успешним пласманом на крају сезоне 2009/10. успели су да први пут играју у неком од европских такмичења. Играли су у Лиги Европе 2010/11. и испали у другом колу квалификација од Зрињског из Мостара. У Лиги Европе играју и 2011/12., када им је у првом колу квалификација противник био ФК Рад из Београда, а поражени су укупним резултатом од 1:9.
У сезони 2011/12. клуб је освојио прву титулу у првенству Сан Марина, чиме је по први пут обезбедио учешће у квалификацијама за Лигу шампиона. У сезони 2012/13. Лиге шампиона, Тре Пене се у првом колу квалификација састао са Ф91 Диделанжом и изгубио у оба меча, 7:0 и 4:0.

## Историја имена
- 1956. - клуб основан под именом ФК Тре Пене
- 1959. - фузија са ФК Либертас у ФК Либертас Тре Пене
- 1960. - поништено спајање и враћање старог имена ФК Тре Пене

## Успеси клуба
- Првенство Сан Марина

Првак (5) : 2011/12, 2012/13, 2015/16, 2018/19, 2022/23.
- Куп Сан Марина

Освајач (6) : 1966/67, 1969/70, 1981/82, 1982/83, 1999/00, 2016/17.
- Трофеј федерације Сан Марина

Освајач (1) : 2005.
- Суперкуп Сан Марина

Освајач (3) : 2013, 2016, 2017.

## Учешће у европским такмичењима
| Сезона   | Такмичење              | Коло        | Клуб          | Дом. | Гост | Укупно |
| -------- | ---------------------- | ----------- | ------------- | ---- | ---- | ------ |
| 2010/11. | УЕФА Лига Европе       | 2. коло кв. | Зрињски       | 2:9  | 1:4  | 3:13   |
| 2011/12. | УЕФА Лига Европе       | 1. коло кв. | Рад           | 1:3  | 0:6  | 1:9    |
| 2012/13. | УЕФА Лига шампиона     | 1. коло кв. | Ф91 Диделанж  | 0:4  | 0:7  | 0:11   |
| 2013/14. | УЕФА Лига шампиона     | 1. коло кв. | Ширак         | 1:0  | 0:3  | 1:3    |
| 2016/17. | УЕФА Лига шампиона     | 1. коло кв. | Њу сејнтс     | 0:3  | 1:2  | 1:5    |
| 2017/18. | УЕФА Лига Европе       | 1. коло кв. | Работнички    | 0:6  | 0:1  | 0:7    |
| 2019/20. | УЕФА Лига шампиона     | пр. рунда   | Санта Колома  | 0:1  | 0:1  | 0:1    |
| 2019/20. | УЕФА Лига Европе       | 2. коло кв. | Судува        | 0:5  | 0:5  | 0:10   |
| 2020/21. | УЕФА Лига Европе       | пр. рунда   | Гњилане       | 1:3  | 1:3  | 1:3    |
| 2021/22. | УЕФА Лига конференције | 1. коло кв. | Динамо Батуми | 0:4  | 0:3  | 0:7    |
| 2022/23. | УЕФА Лига конференције | 1. коло кв. | Тузла Сити    | 0:2  | 0:6  | 0:8    |
| 2023/24. | УЕФА Лига шампиона     | пр. рунда   | Брејдаблик    | 1:7  | 1:7  | 1:7    |
| 2023/24. | УЕФА Лига конференције | 2. коло кв. | Валмијера     | 0:3  | 0:7  | 0:10   |
| 2024/25. | УЕФА Лига конференције | 1. коло кв. | Флоријана     | 1:1  | 1:3  | 2:4    |